# كال جونسون
كال جونسون (بالإنجليزية: Cal Johnson)‏ هو ممثل أمريكي، ولد في 16 أكتوبر 1958 بويتشيتا في الولايات المتحدة.

## أعمال

### أفلام
- (2012) مشكلة الرميات المنحنية[6][7]
- (2013) آيرون مان 3[8][9][10]

## وصلات خارجية
- كال جونسون على موقع IMDb (الإنجليزية)
- كال جونسون على موقع ألو سيني (الفرنسية)
- كال جونسون على موقع أول موفي (الإنجليزية)
- كال جونسون على موقع قاعدة بيانات الأفلام السويدية (السويدية)
- كال جونسون على موقع قاعدة بيانات الفيلم (الإنجليزية)
- كال جونسون على موقع كينوبويسك (الروسية)